# Bolo de mel
O bolo de mel de cana da Madeira, ou simplesmente bolo de mel, é um bolo típico da doçaria do arquipélago da Madeira. Tal como o nome sugere, é preparado com mel de cana-de-açúcar, remontando as suas origens à época áurea de produção de açúcar no arquipélago.
Devido ao seu alto teor de açúcar, o bolo de mel da Madeira pode conservar-se durante um ano inteiro e é uma iguaria tradicional do Natal.  A tradição dita que este bolo deve ser preparado no dia 8 de dezembro para que esteja bom no Natal..
Para além do mel, o bolo inclui também farinha, fermento, erva-doce, canela, cravinho, nozes, amêndoas, vinho da Madeira e laranja, limão e cidra, entre outros ingredientes.

## História e tradição
A confeção do bolo terá começado nos séculos XV a XVI e ter-se-á aprimorado nos séculos XVII a XVIII, usando-se sucessivamente as especiarias europeias, as da Índia e finalmente a soda como fermento. Com o tempo, o bolo passou a usar mais condimentos e a ser mais ornamentado. De acordo com a tradição que ainda se mantém em algumas famílias, o bolo deve ser preparado no dia 8 de dezembro, dia de Nossa Senhora da Conceição, dando início aos preparativos do Natal, em cujas mesas é uma presença habitual. Deve ser partido à mão e pode ser acompanhado de licores ou vinho da Madeira. Pode ser naturalmente conservado durante vários meses. É também tradição partirem-se os últimos bolos da fornada do ano anterior neste dia.
Tradicionalmente havia dois tipos de bolo de mel de cana: o pobre e o rico, distinguindo-se este último por ser muito rico em frutos secos, especialmente nozes.

## Genuinidade do Bolo de Mel de Cana
Algumas versões de bolo de mel vendidas são adulteradas e não respeitam a receita original, pois não contêm mel de cana mas sim melaços e xaropes de baixa qualidade, cacau para escurecer o bolo ou ainda conservantes químicos.

Para salvaguardar a genuinidade e proteger contra adulterações, a Secretaria Regional do Ambiente e Recursos Naturais criou as marcas “Mel de Cana da Madeira”, “Bolo de Mel de Cana da Madeira” e “Broas de Mel de Cana da Madeira”, bem como os respectivos selos de autentificação.

### Receitas de bolo de mel
- Bolo de Mel da Madeira com Nozes e Mel-de-Cana | Fábrica do Ribeiro Sêco
- Bolo de Mel da Madeira | SAPO Lifestyle
- Bolo de Mel da Madeira | Doces Regionais
- Bolo de Mel da Madeira | Receitas Simples

### Outras
- A rotulagem do bolo de mel de cana da Madeira | Divulgação de Informação do Comércio Agroalimentar